# Višavsko škotsko govedo
Višavsko škotsko govedo (Highland cattle) (škotskogelsko Bò Ghàidhealach; škotsko Heilan cooso) oziroma pogosto imenovano tudi škotsko visokogorsko govedo ali "kosmato govedo" je pasma škotskega goveda. Za to pasmo so značilni dolgi rogovi in dolga valovita dlaka, ki je lahko črne, rdeče, sive, rumene ali bele barve (lahko tudi progaste) in se gojijo predvsem zaradi njihovega mesa. Izvirajo iz škotskega višavja in zahodnih otokov Škotske, pasma je bila prvič omenjena v 6. stoletju našega štetja. Prve knjige o čredah so opisovale dve različni pasmi višinskega škotskega goveda, vendar zaradi križanja med obema sedaj obstaja samo ena registrirana. Ta se izvaža po vsem svetu.

## Značilnosti pasme
Imajo nenavadno dvojno plast dlake. Na površju je mastna zunanja dlaka, ki je daljša kot pri kateri koli drugi pasmi goveda, spodaj pa je puhasta dlaka. Ta dlaka jim omogoča normalno bivanje v visokogorju (škotsko višavje ima nadmorsko višino med 1000 in 1350 m) z visoko letno količino padavin in občasnimi zelo močnimi vetrovi. Njihova sposobnost iskanja paše jim omogoča, da preživijo v strmih gorskih področjih, kjer jedo tudi rastline, ki se jim velika večina drugih govedi izogiba. V zimskem času lahko z rogovi kopljejo po snegu in si tako poiščejo zakopano rastlinje.
Odrasli biki lahko tehtajo do 800 kilogramov in odrasle krave lahko tehtajo do 500 kilogramov. Krave imajo po navadi plečno višino od 90 do 106 cm, biki pa so običajno v območju od 106 do 120 cm. Paritev lahko poteka skozi vse leto, brejost traja približno 277-290 dni. Krave najpogosteje povržejo eno tele, dvojčki so redki. Spolno zrelost dosežejo približno pri starosti osemnajstih mesecev. Višavsko škotsko govedo ima daljšo življenjsko dobo kot večina drugih pasem govedi, 20 let in več.
Barva dlake Višavskega Škotskega goveda je lahko črna, progasta, rdeča, rumena in bela. Barvo dlake določajo aleli na MC1R genu (E locus) in PMEL ali SILV gen (D locus).
Imajo miren temperament, dajejo mleko z visoko vsebnostjo mlečnih maščob, zato so bili tradicionalno uporabljeni kot hiše krave. Na splošno so dobrodušne živali, vendar zelo zaščitniške do svojih mladičev.

### Odpornost na mraz
Vse evropske pasme goveda so relativno dobro odporne na nizke temperature, vendar so višavsko škotsko govedo opisali kot "...skoraj tako odporno na mraz kot los in severni jelen...". Nasprotno pa veliko slabše prenašajo vročino kot zebuji, goveda, ki izvirajo iz Južne Azije in so se prilagodila na vroče podnebje. Višavsko škotsko govedo so uspešno naselili v državah kot so Norveška in Kanada, ki so še hladnejše kot Škotska.

### Socialno vedenje
V štiriletni študiji poldivje črede višavskega goveda je bilo ugotovljeno, da imajo jasno socialno strukturo in hierarhijo prevlade, ki zmanjša agresivnost. Socialni stan je odvisen od starosti in spola, s starejšimi goveda se prevladujočega za teleta in mladi in moških prevladujoči, da samice. Mladi biki bi prevladujejo odraslih krav, ko so dosegli okoli 2 let. Teleta iz vrhunskih krave, ki so imele višji socialni status, kljub minimalni intervencije od svoje matere. Playfighting, lizanje in montaža bilo videti kot prijazen stik.
Telitve so najbolj pogoste v maju in juniju. Telice prvič telijo pri starosti 2-3 let.

## Razstave
Za namene razstav višavsko škotsko govedo včasih uredijo z olji in balzami da dodajo njihovi dlaki puhast izgled, ki je bolj očiten pri teletih. Iz tega razloga jih ponekod imenujejo "puhaste krave". Mnogi jih imenujejo tudi "kosmate krave" zaradi njihove debele in dolge dlake.

### Rejski standard
Rejski standard je niz smernic, ki se uporabljajo za zagotovitev, da živali ustrezajo zahtevam standardizirane pasme. Vsa registrirana višavska škotska goveda morajo te smernice izpolnjevati. Standardi so bil ustvarjeni v Invernessu 10. junija 1885. Obstajajo štirje glavni deli standarda: glava, vrat, hrbet in telo ter dlaka. Spodaj je kratek seznam glavnih točk standarda. Sodnik na razstavi bo ocenjeval goveda glede na določene rejske standarde za posamezne pasme.
- Glava
  - Sorazmerna s telesom
  - Široka v predelu oči
  - Morajo imeti rogove,[16] vendar se lahko odrežejo v komercialni reji
- Vrat
  - Jasen, brez podbradka
  - Ravne linije glede na telo
- Hrbet in Telo
  - Zadnji del mora biti zaokrožen
  - Četrtine mora biti širši od bokov
  - Noge morajo biti kratke in ravne
- Lase
  - Dlaka mora biti ravna in mahlava

Viri: Highland Cattle Society, ScottishHighlandCattle.org

## Poglejte tudi
- Seznam domačih Škotski pasem
- Seznam pasem goveda, ki izvirajo iz Škotske